# Naturschutzgebiet Siefental nördlich Oberschmitte
Das Naturschutzgebiet Siefental nördlich Oberschmitte erstreckt sich nördlich von Oberschmitte und Dierath in der Stadt Leichlingen (Rheinland) im Rheinisch-Bergischen Kreis.

## Beschreibung
Bei dem Gebiet handelt es sich um einen Buchenwald mit hohem Altholzanteil am Nordhang der Wupper, der die beiden etwa parallel nach Norden verlaufenden Kerbtäler der Oberläufe zweier Bäche begleitet und im unteren Teil verbindet. Beide Bäche entwässern außerhalb des NSG getrennt in die Wupper, der östliche Burgsiefen fließt am Haus Nesselrath vorbei und mündet dort in die Wupper, der westlich gelegenen Altenhofer Bach passiert die namensgebende Hofschaft und mündet bei der weiter im Westen gelegenen Ortschaft Nesselrath in die Wupper.
Das Gebiet wird zur Erhaltung eines Laubwaldkomplexes in einem landschaftstypischen Kerbtal des Bergischen Landes geschützt. Dabei geht es insbesondere um den Schutz und die Erhaltung von feuchten bis nassen Waldbereichen sowie um naturnahe ausgeprägte Quellmulden und Quellsümpfe.

## Schutzzwecke
Der Schutz umfasst folgende Zwecke:
- Erhaltung und Sicherung der Quellbereiche und naturnahen Bereichen fließender und stehender Binnengewässer,
- Sicherung der Funktion als Biotopverbundfläche,
- Schutz, Pflege und Entwicklung der feuchten bis nassen Quellmulden und Quellsümpfe sowie seltener Tier- und Pflanzenarten.[2]

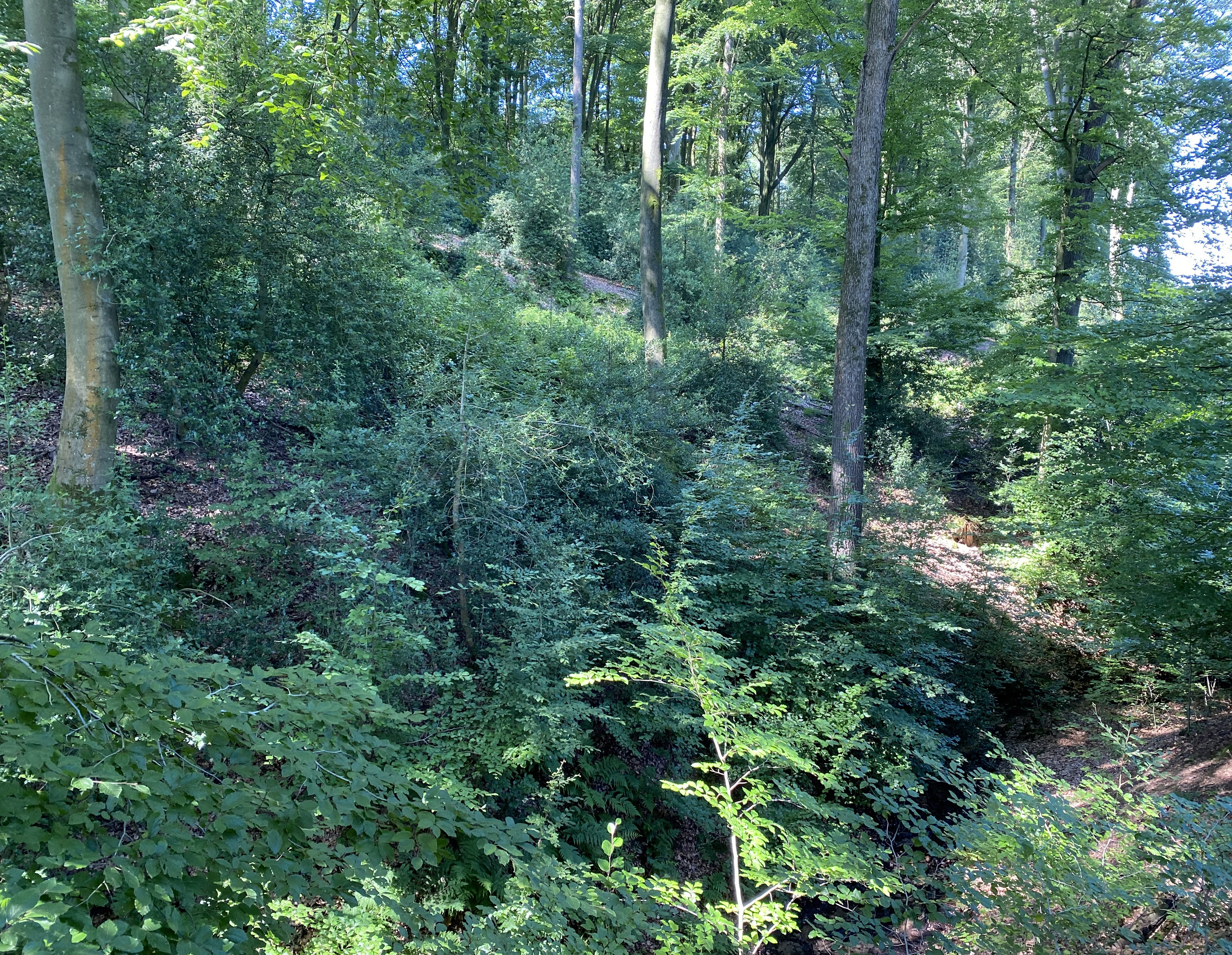
Kerbtal des Burgsiefens
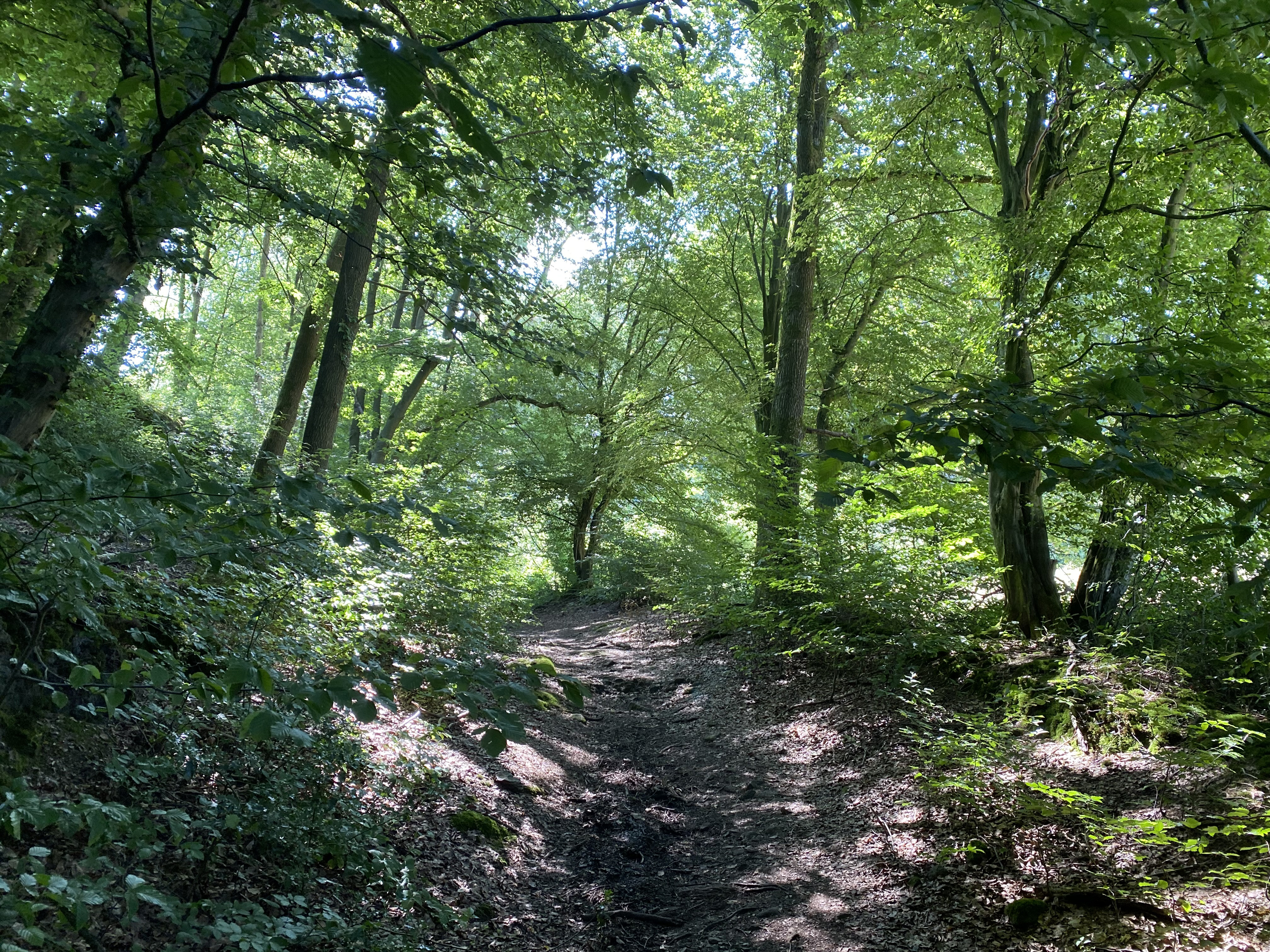
Buchenwald begleitet Hohlweg und Burgsiefen
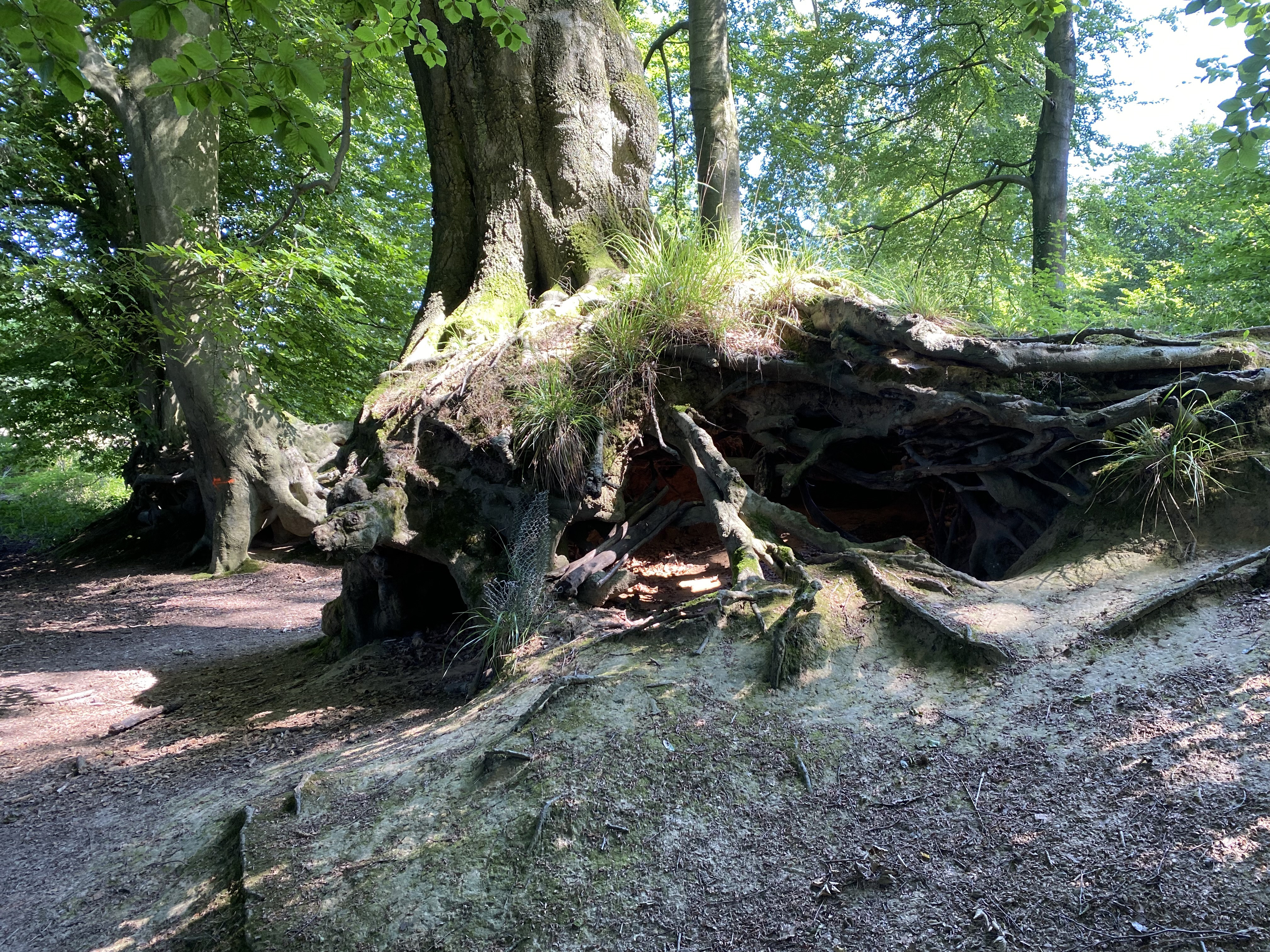
Imposantes freiliegendes Buchenwurzelwerk
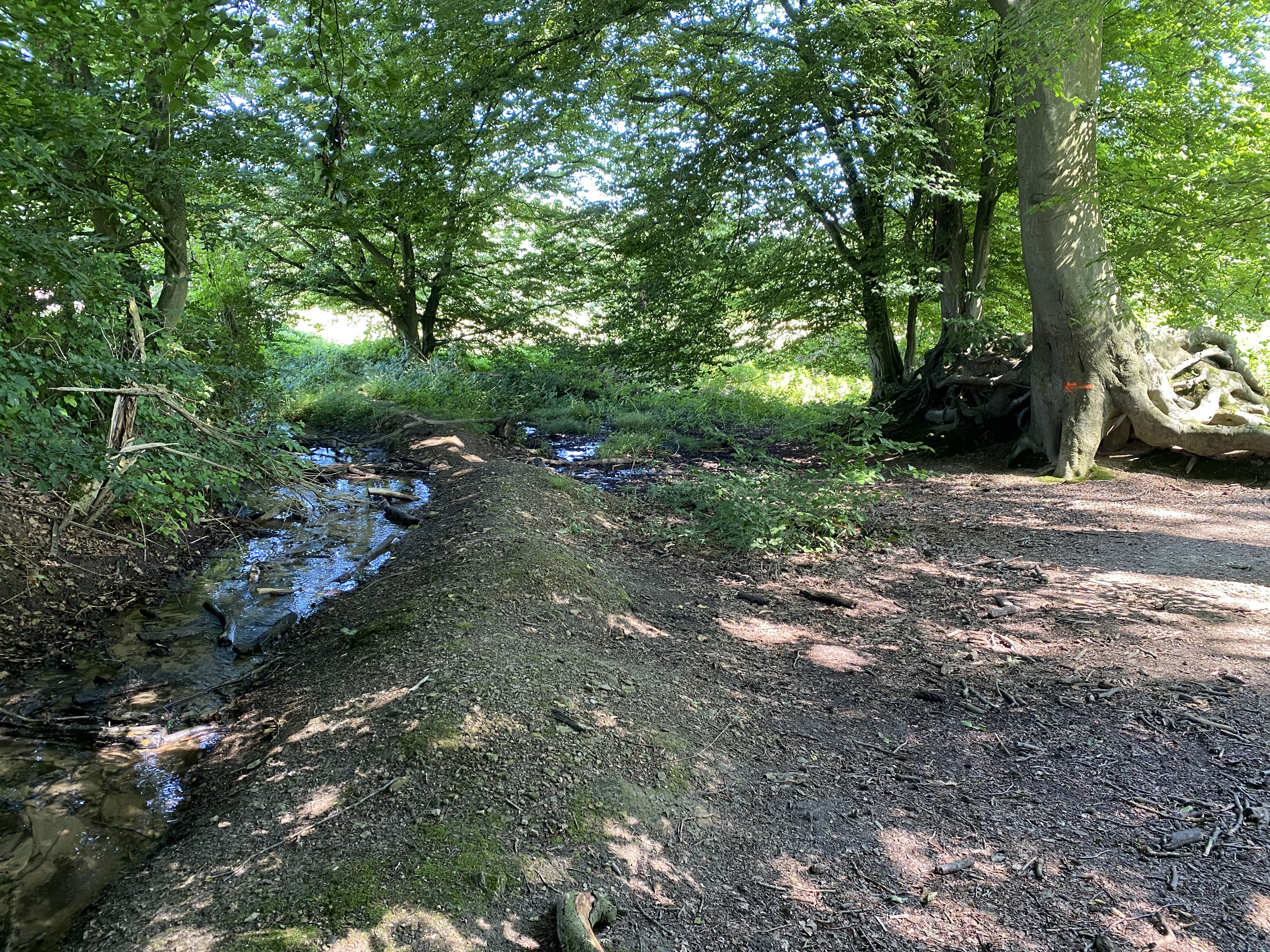
Burgsiefen im unteren Bereich des NSG
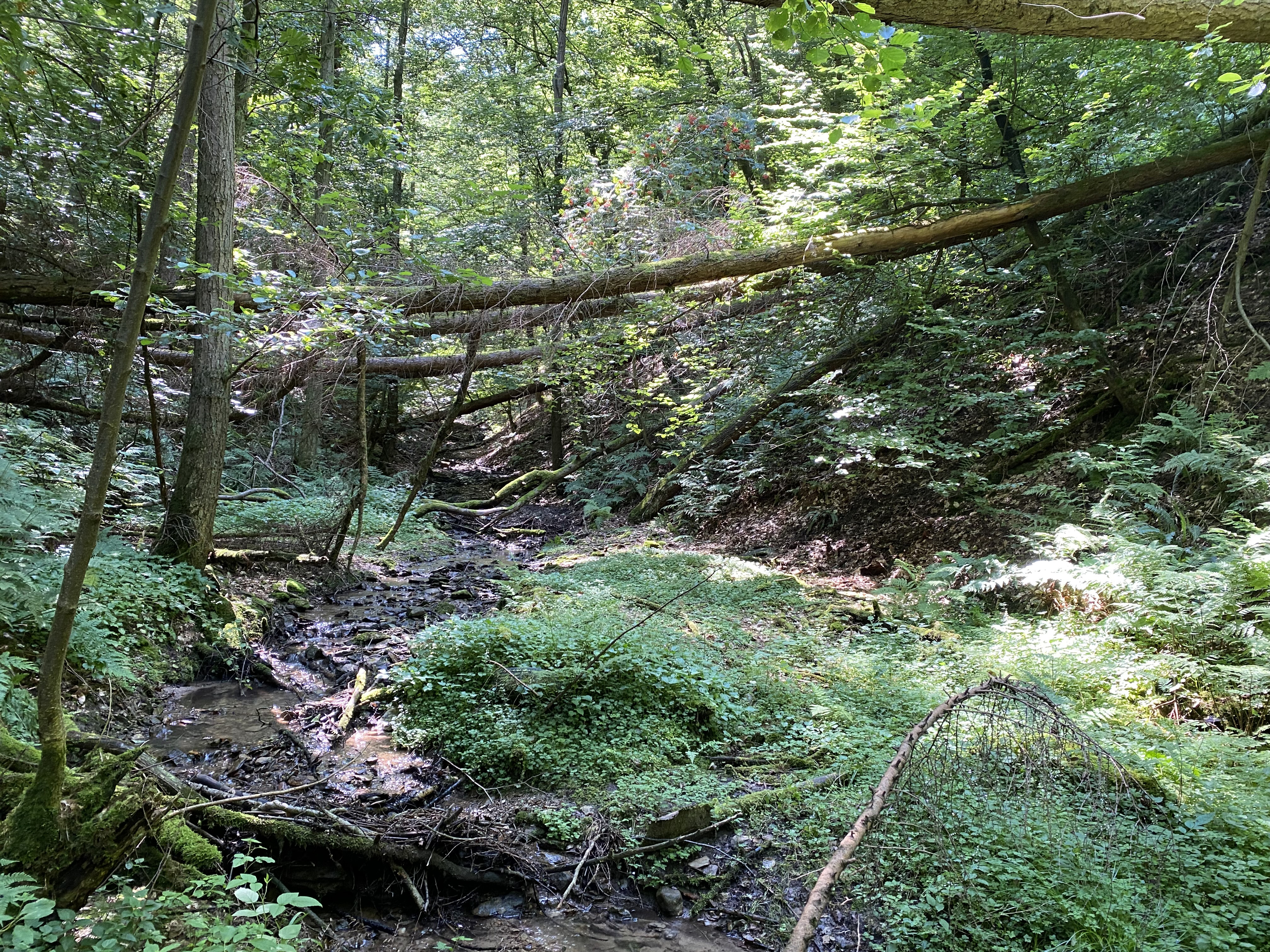
Kerbtal des Altenhofer Baches
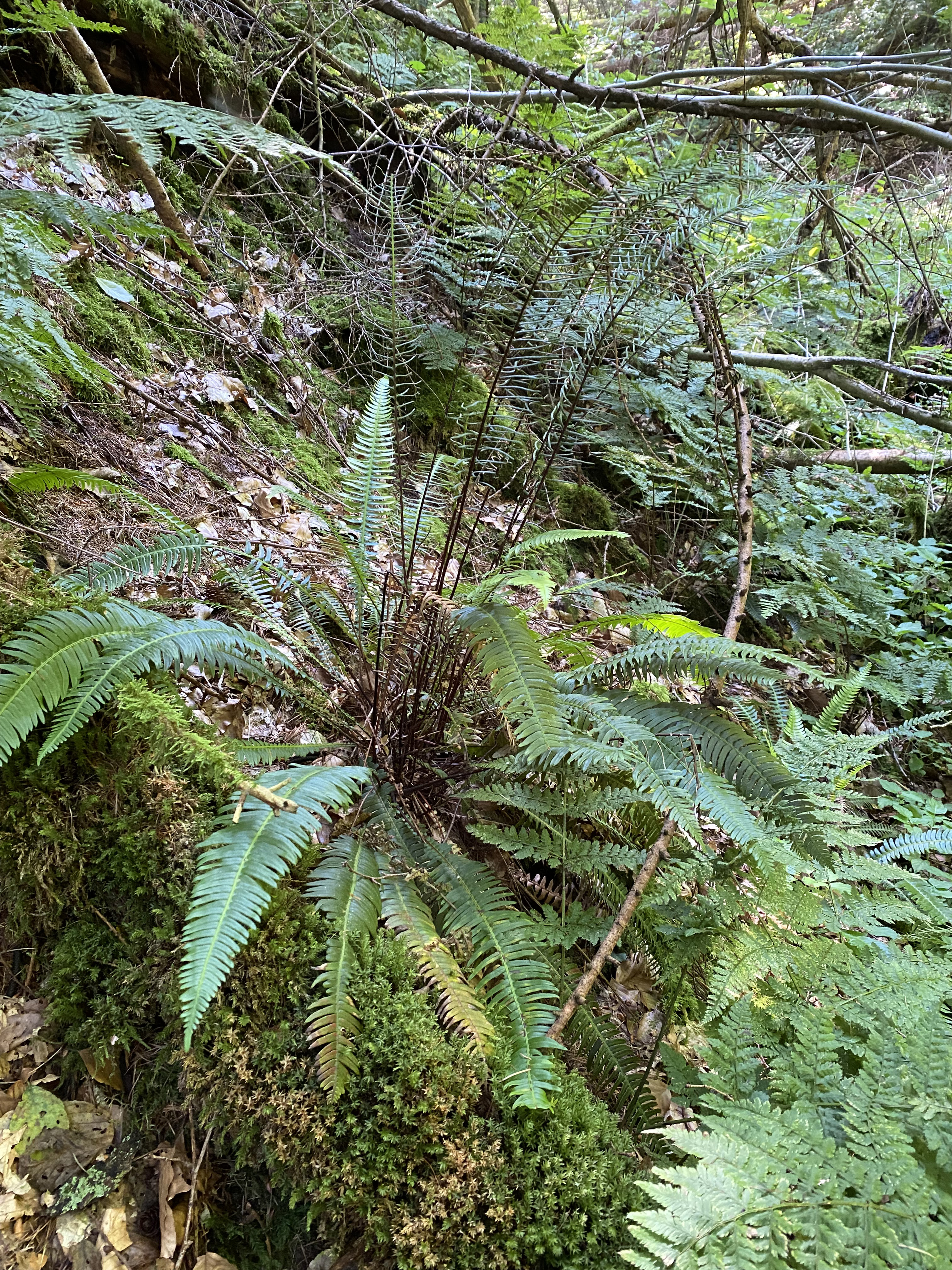
Rippenfarn am Altenhofer Bach
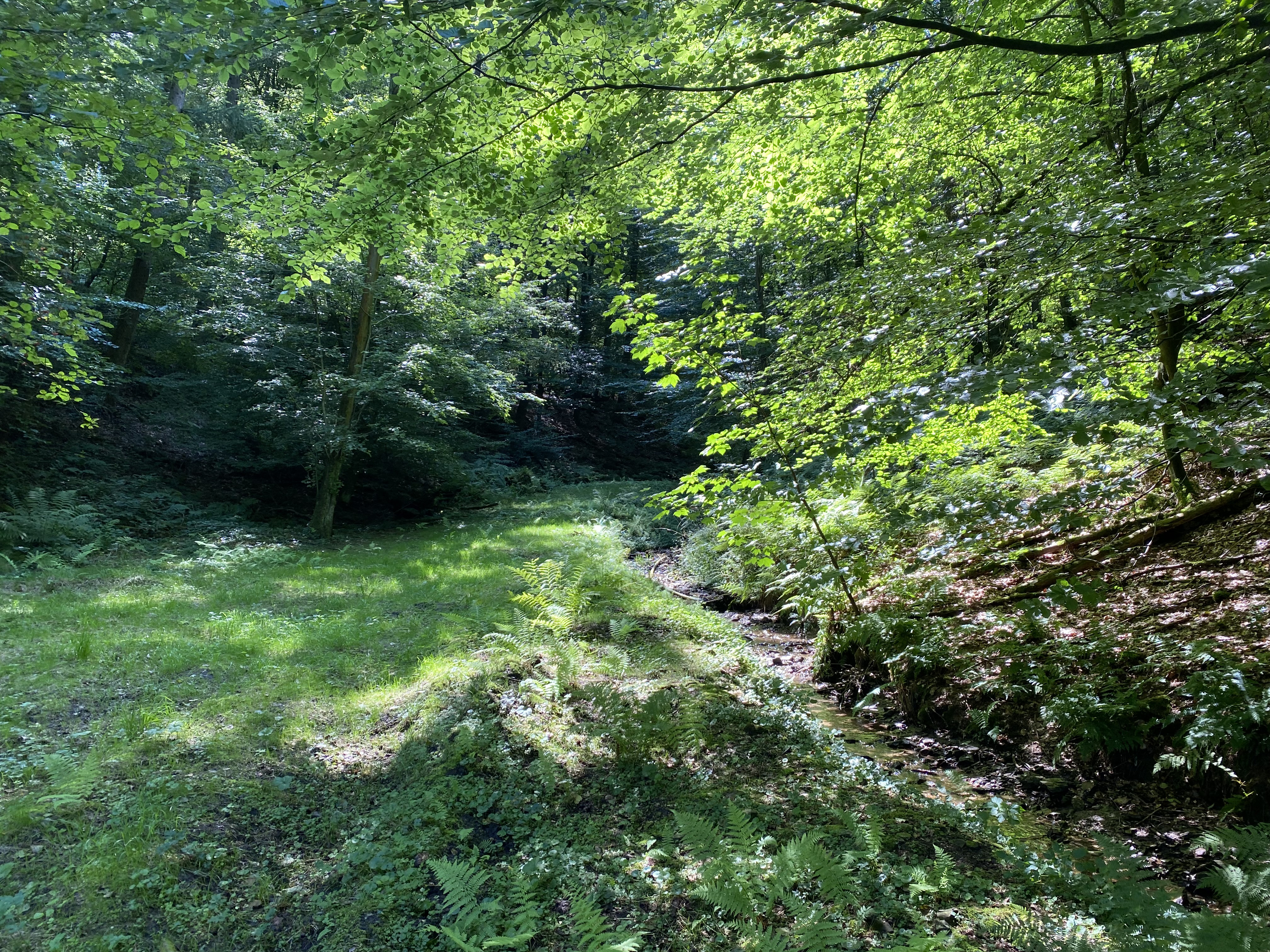
Altenhofer Bach
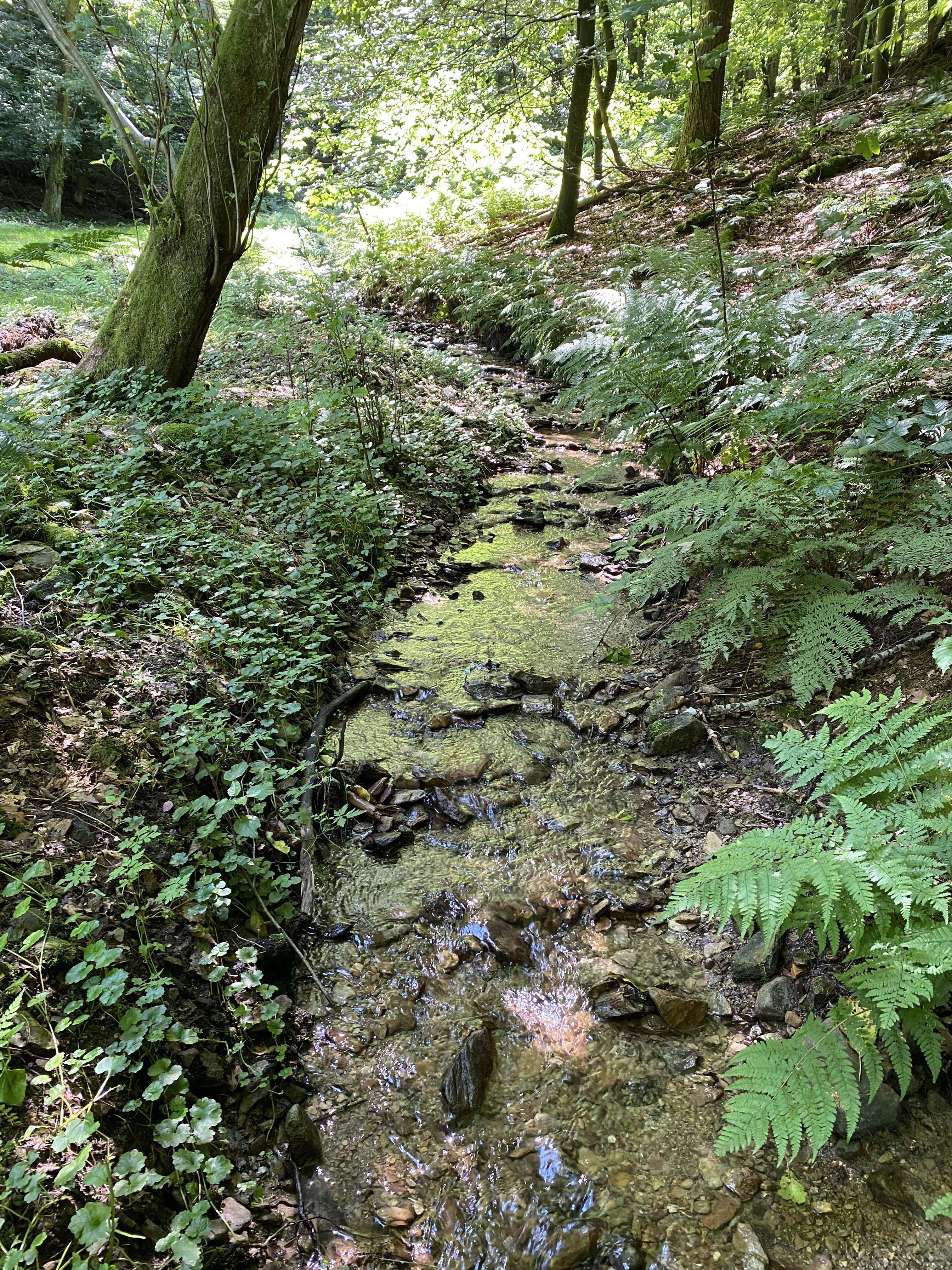
Altenhofer Bach
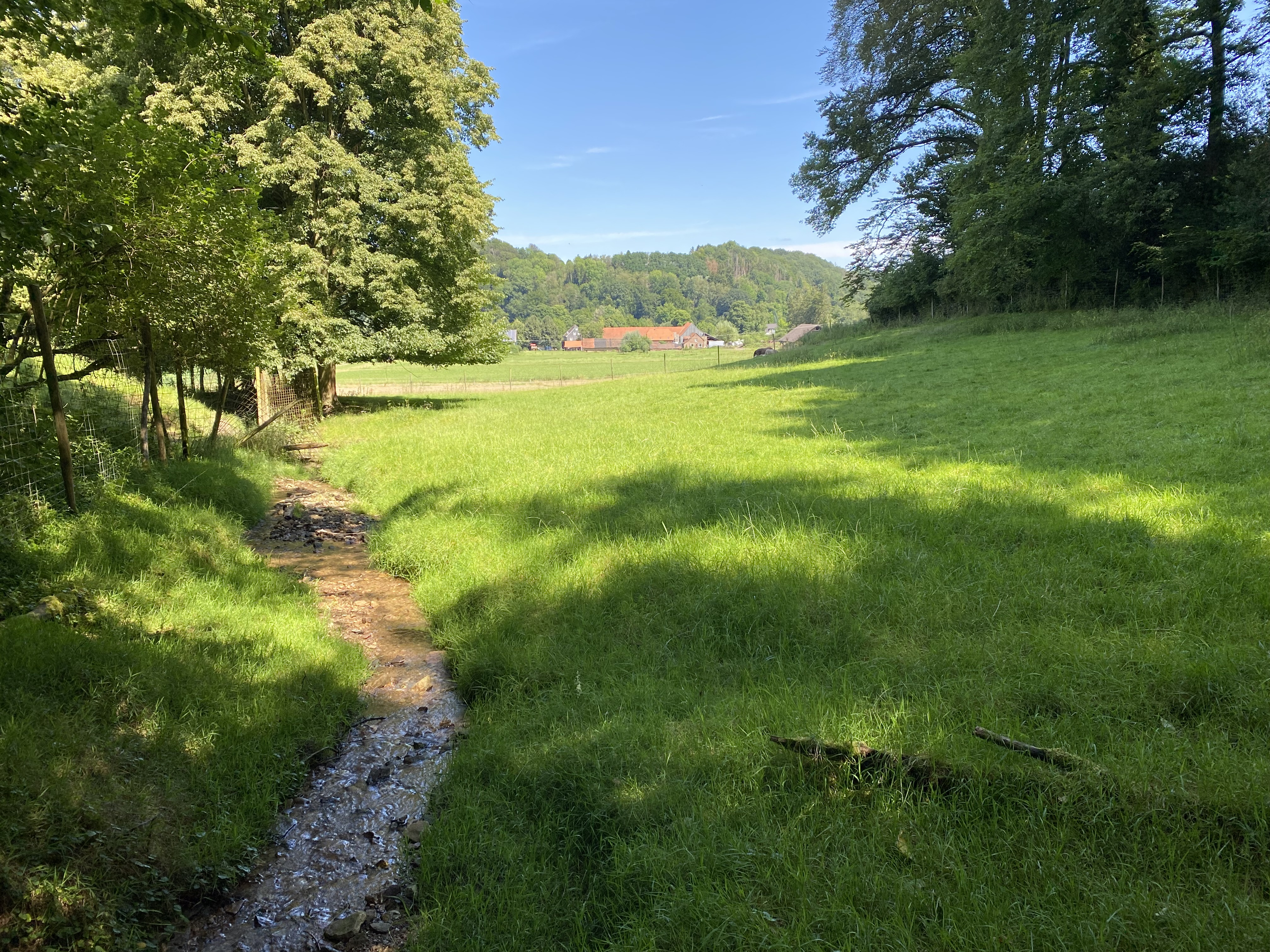
Altenhofer Bach verlässt das NSG